# Søren Bjerg
Søren „Bjergsen“ Bjerg (* 21. Februar 1996 in Dänemark) ist ein dänischer ehemaliger professioneller League-of-Legends-Spieler des E-Sports-Teams Team Liquid. Bis Herbst 2021 hatte er die Position des Coaches bei Team SoloMid inne. Er zog sich 2023 aus dem Sport zurück.

## Werdegang
Die ersten Erfolge erzielte Bjerg Ende des Jahres 2012 mit seinem damaligen Team Copenhagen Wolves. Das dänische Team erreichte vordere Plätze bei einigen kleineren Turnieren und qualifizierte sich für die 2013 neu eingeführte Profiliga LCS. Zu Beginn der LCS konnte Bjergsen noch nicht für sein Team spielen, weil er das Mindestalter von 17 Jahren noch nicht erreicht hatte. Erst im Laufe der Saison konnte er für sein Team zum Einsatz kommen. Am Ende der Saison belegten die Copenhagen Wolves den geteilten fünften Platz der acht Teams umfassenden Liga.
Im Anschluss wurden die Copenhagen-Wolves-Spieler von der Organisation Ninjas in Pyjamas verpflichtet. Die LCS Summer-Season verlief für das Team nur mäßig und war von zahlreichen Besetzungswechseln geprägt. Zum Ende der Saison belegte das Team den 6. Platz und im somit fälligen Relegationsspiel unterlag das Team dem polnischen Team Roccat. Das Team zerfiel daraufhin, die individuelle Leistung von Bjergsen überzeugte jedoch, sodass er im  November 2013 von der erfolgreichen nordamerikanischen Organisation Team SoloMid (TSM) unter Vertrag genommen wurde.
Seine Debütsaison in Nordamerika verlief bereits relativ erfolgreich, am Ende erreichte TSM den zweiten Platz im Spring Split der LCS, hinter Cloud 9. Dieses Ergebnis verbesserte das Team im Summer Split 2014 noch. Im Finale traf TSM erneut auf Cloud 9 und konnte diesmal gewinnen. Somit gelang TSM die erneute Qualifikation für die jährlich im Herbst stattfindende und mit ca. 2 Millionen US-Dollar dotierte Weltmeisterschaft. Bei seinen ersten Worlds konnte Bjergsen mit TSM zwar die Gruppenphase überstehen, im Viertelfinale unterlag das Team jedoch dem späteren Weltmeister Samsung Galaxy White mit 1:3.
Anfang 2015 gewann Bjergsen mit TSM überraschend die Intel Extreme Masters Season 9 Finals im polnischen Katowice. Im Finale schlug das Team den chinesischen Vertreter Team WE, die wiederum im Halbfinale den großen Turnierfavoriten aus Südkorea, die GE Tigers, ausgeschaltet hatten. Auch in der LCS konnte TSM seinen kontinentalen Meistertitel verteidigen. Bjergsen wurde dabei für seine Leistungen mit dem MVP Award ausgezeichnet.
2016 und 2017 dominierte TSM weiterhin die LCS und gewann drei der vier möglichen Titel. Auch individuell überzeugte Bjergsen und sammelte weitere MVP-Awards. Bei den Weltmeisterschaften verpasste TSM jedoch beide Male den Einzug in die K.O.-Runde.
Am 24. Oktober 2020 gab er bekannt, dass er als aktiver Spieler zurücktreten und die Position als Chefcoach von Team Solomid übernehmen wird.
Am 24. November 2021 gab er bekannt, dass er ab dem Spring Split 2021 für Team Liquid als Midlaner starten werde.

## Erfolge

### Team
| Jahr      | Platz   | Turnier                                   | Team              | Preisgeld   |
| --------- | ------- | ----------------------------------------- | ----------------- | ----------- |
| Nov. 2012 | 3./4.   | DreamHack Winter 2012                     | Copenhagen Wolves | 030.000 SEK |
| Dez. 2012 | 2.      | THOR Open 2012                            | Copenhagen Wolves | 020.000 SEK |
| Dez. 2012 | 1.      | NorthCon 2012                             | Copenhagen Wolves | 06.000 €    |
| Apr. 2013 | 5./6.   | LCS Europa – Spring 2013                  | Copenhagen Wolves | –           |
| Aug. 2013 | 6.      | LCS Europa – Summer 2013                  | Ninjas in Pyjamas | –           |
| Apr. 2014 | 2.      | LCS Nordamerika – Spring 2014             | Team SoloMid      | 025.000 $   |
| Sep. 2014 | 1.      | LCS Nordamerika – Summer 2014             | Team SoloMid      | 050.000 $   |
| Okt. 2014 | 5.–8.   | League of Legends World Championship 2014 | Team SoloMid      | 075.000 $   |
| Dez. 2014 | 3.–4.   | IEM Challenge San Jose 2014               | Team SoloMid      | 05.000 $    |
| März 2015 | 1.      | IEM World Championship Katowice           | Team SoloMid      | 108.414 $   |
| Apr. 2015 | 1.      | LCS Nordamerika – Spring 2015             | Team SoloMid      | 050.000 $   |
| Aug. 2015 | 2.      | LCS Nordamerika – Summer 2015             | Team SoloMid      | 025.000 $   |
| Okt. 2015 | 14.–16. | League of Legends World Championship 2015 | Team SoloMid      | 025.000 $   |
| März 2016 | 3.–4.   | IEM World Championship Katowice           | Team SoloMid      | 010.000 $   |
| Apr. 2016 | 2.      | LCS Nordamerika – Spring 2016             | Team SoloMid      | 025.000 $   |
| Aug. 2016 | 1.      | LCS Nordamerika – Summer 2016             | Team SoloMid      | 050.000 $   |
| Okt. 2016 | 9.–12.  | League of Legends World Championship 2016 | Team SoloMid      | 114.075 $   |
| Apr. 2017 | 1.      | LCS Nordamerika – Spring 2017             | Team SoloMid      | 100.000 $   |
| Mai 2017  | 5.–6.   | Mid-Season Invitational 2017              | Team SoloMid      | 084.500 $   |
| Aug. 2017 | 1.      | LCS Nordamerika – Summer 2017             | Team SoloMid      | 100.000 $   |
| Apr. 2019 | 2.      | LCS Nordamerika – Spring 2019             | Team SoloMid      | 050.000 $   |
| Sep. 2020 | 1.      | LCS Nordamerika – Summer 2020             | Team SoloMid      | 100.000 $   |
| Jan. 2022 | 1.      | LCS Nordamerika – Lock-In 2020            | Team Liquid       | 150.000 $   |

### Auszeichnungen
- 2015: NA LCS Spring – Most Valuable Player
- 2016: NA LCS Summer – Most Valuable Player
- 2017: NA LCS Summer – Most Valuable Player[30]